# Enriquebeltrania
Enriquebeltrania é um género botânico pertencente à família Euphorbiaceae.
Encontrado no sul do México

## Sinonímia
- Beltrania Miranda

## Espécie
Enriquebeltrania crenatifolia (Miranda) Rzed.

## Nome e referências
Enriquebeltrania Rzed.